# Ali-Baba (Lecocq)

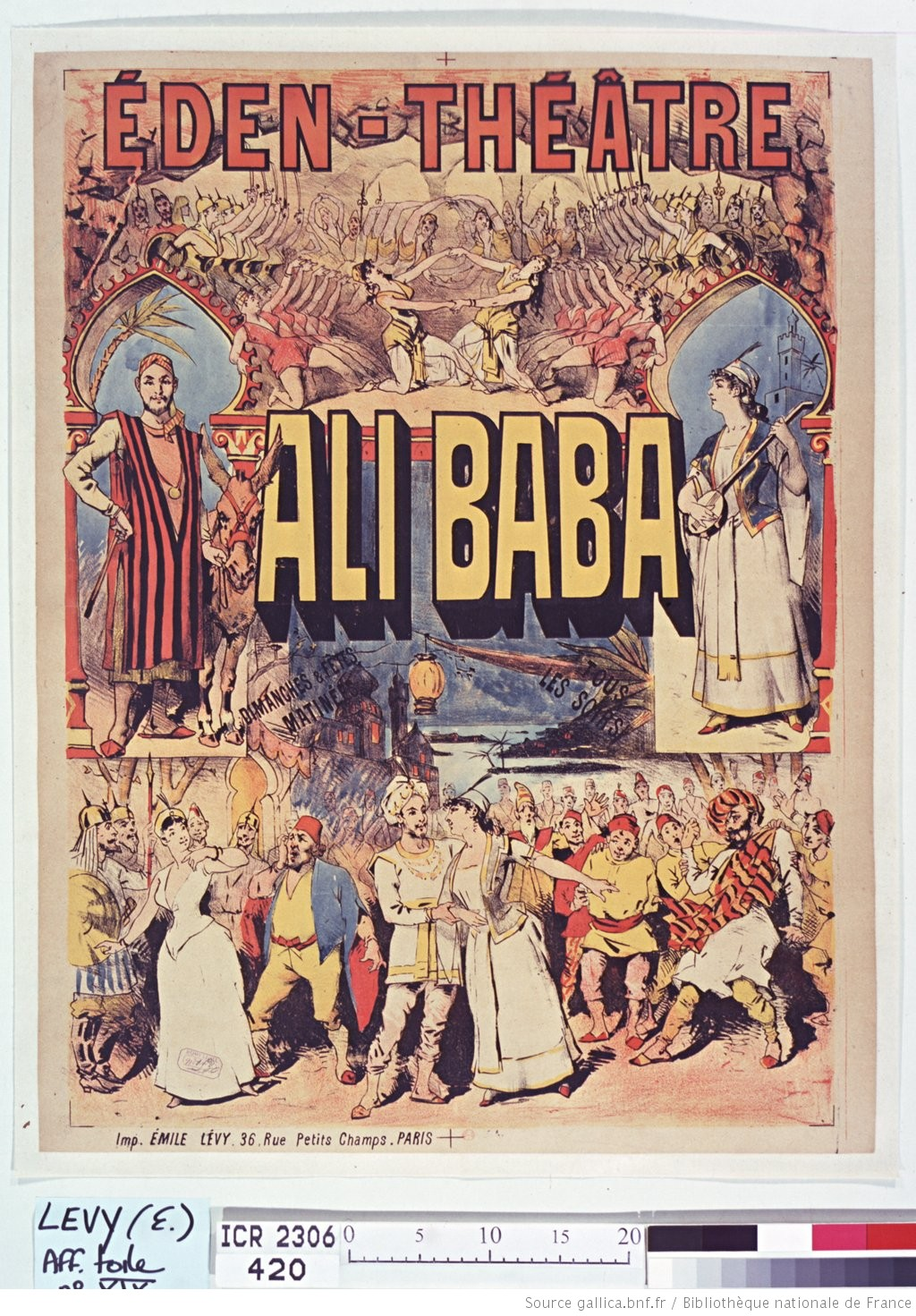
Affisch till premiären på Eden-Théâtre 1887

Ali-Baba är en opéra comique i fyra akter från 1887 med musik av Charles Lecocq. Librettot skrevs av Albert Vanloo och William Busnach och bygger på den kända sagan från sagosamlingen Tusen och en natt. Efter att ha haft en viss succé till en början försvann verket snart från repertoaren.

## Uppförandehistorik
Ali Baba var ett populärt ämne för operor (Cherubini, 1833, Bottesini, 1871), pantomimer och extravaganta föreställningar i Paris och London under 1800-talet. Båda librettisterna var erfarna inom opéra bouffe och hade tidigare arbetat med Lecocq; Busnach från 1866 med Myosotis, Vanloo startade 1874 med Giroflé-Girofla; de två hade mötts 1868 när Vanloo hade presenterat en opéra-bouffe för Busnach, som då var chef för Théâtre de l'Athénée.
Ursprungligen var operetten tänkt att uppföras på Théâtre de la Gaîté i Paris men Lecocqs verk fick premiär i en överdådig uppsättning i Bryssel på  Théâtre Alhambra den 11 november 1887. Den gavs på Éden-Théâtre i Paris den 28 november 1889 i tre akter och nio tablåer med Morlet i titelrollen och Jeanne Thibault som Morgiane. Kritikern i Annales ansåg att den första akten var den starkaste i ett för övrigt kompakt partitur där sju nummer från Brysselversionen togs bort i Parisuppsättningen.
I maj 2014 satte teatern Opéra-Comique i Paris upp en ny uppsättning regisserad av Arnaud Meunier och dirigerad av Jean-Pierre Haeck.

## Personer
| Roller                                    | Stämma      | Premiärbesättning 11 november 1887 (Dirigent: ) |
| ----------------------------------------- | ----------- | ----------------------------------------------- |
| Morgiane                                  | sopran      | Juliette Simon-Girard                           |
| Zobéïde                                   | mezzosopran | Duparc                                          |
| Medjéah                                   | sopran      | Cannès                                          |
| Ali-Baba                                  | baryton     | Dechesne                                        |
| Zizi                                      | tenor       | Simon-Max                                       |
| Cassim                                    | tenor       | Mesmacker                                       |
| Saladin                                   | tenor       | Larbaudière                                     |
| Kandgiar                                  | baryton     | Chalmin                                         |
| Rövare, köpmän, stadsbor, turkar; dansare |             |                                                 |

## Handling

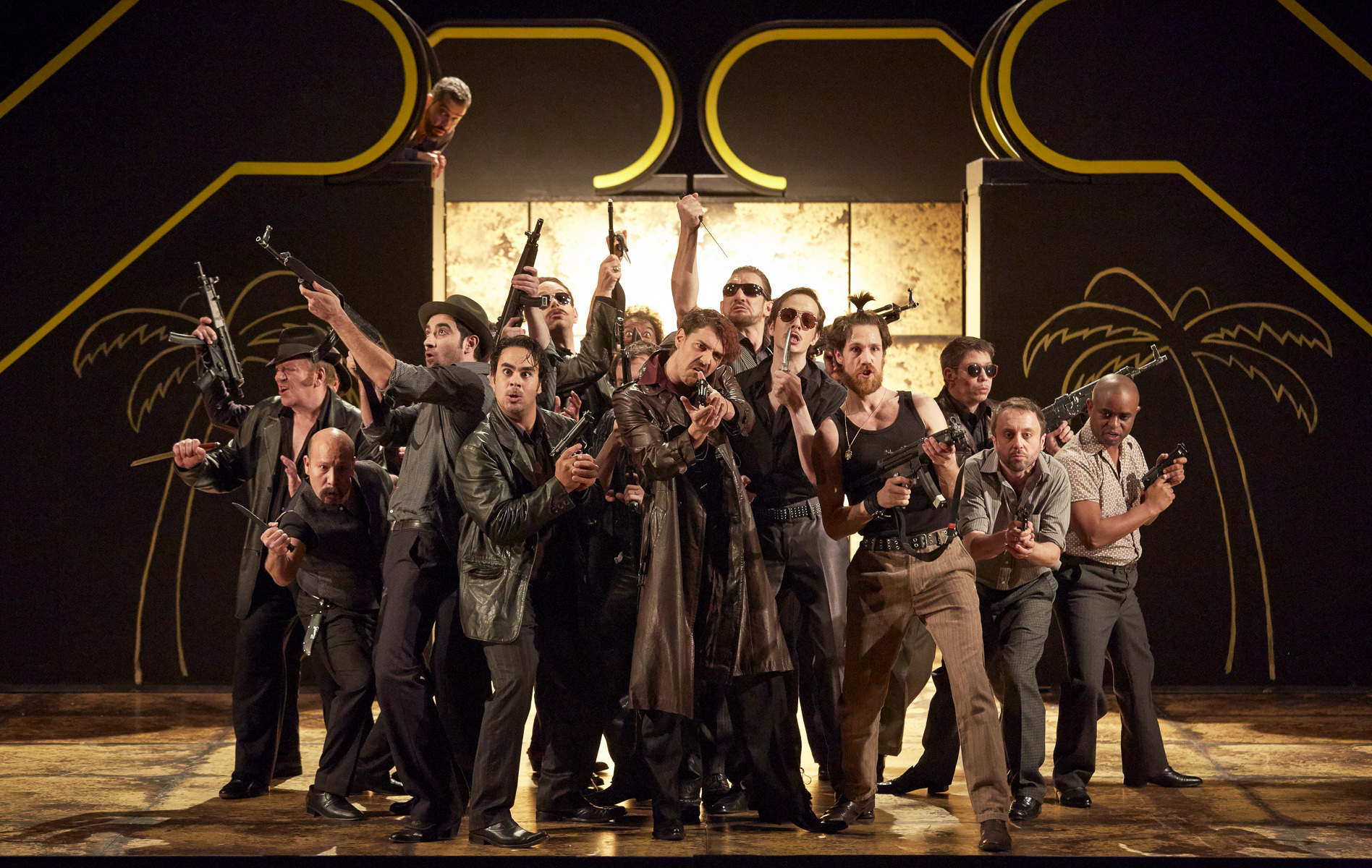
Uppsättning 2014 på Opéra Comique i Paris.

### Akt 1
I köpmannen Cassims affär uppvaktar Saladin Ali-Babas unga slavinna Morgiane. Trots hans ansträngningar är hon oberörd. Deras samtal avbryts av en dispyt mellan Cassim och hans hustru Zobéïde, his wife. Köpmannen är otålig att få in obetalda räkningar från sin kusin Ali-Baba. Cassim säger till hustrun att om han inte betalar sina räkningar kommer han att ta allt vad Ali-Baba äger.
Den stackars Ali-Baba har tvingats återgår till arbetet som vedhuggare och situationen är så desperat att han överväger självmord. Morgiane kommer in och övertalar honom. Hon påminner honom om hur han räddade henne när hon var en misshandlad liten flicka. När Ali-Baba blir ensam överraskas han av ett gäng maskerade män till häst. Han gömmer sin åsna och sig själv när han inser att männen är tjuvar. Med de magiska orden "sesam, öppna dig" lyckas ledaren för männen få en grottvägg att öppna sig där de gömmer sitt byte. När tjuvarna har ridit iväg upprepar Ali-Baba orden och går in i grottan.
På bytorget har Maboul samlat möblerna som han på uppdrag av Cassim tagit från Ali-Babas hus, trots Zobéïdes protester. När folksamlingen tvekar att köpa sakerna föreslår Maboul att sälja Morgiane. Just då återvänder Ali-Baba som en rik man. Medan han delar ut guldet misstänker Cassim sin hustru att ha givit kusinen pengarna.

### Akt 2
Morgiane inväntar sin herre i Ali-Babas hus. Ali-Baba kommer in och berättar för henne hur han kommit över rikedomarna, ovetande om att Cassim tjuvlyssnar. När Cassim har hört de magiska orden rusar han till grottan för att förse sig. När han är klar har han glömt orden. Cassim tillfångatas av de fyrtio rövarna och döms att dö. Men han gör upp med ledaren Zizi, hans forne medarbetare och nu medlem av rövarna, om att rädda honom och ge honom ett nytt namn, Casboul. Han svär att glömma sitt forna liv.

### Akt 3
När Cassim inte kommer hem berättar Zobéïde för Ali-Baba om försvinnandet. Ali-Baba inser att Cassim gick till grottan och går dit för att leta efter honom. Han återvände med hans avrivna kläder. När Zobéïde inser att maken måste vara död brister hon ut i tårar. Under tiden förhör rövarhövdingen Kandgiar alla stadens tiggare för att få reda på vem som snott hans guld. Till slut kommer han över ett mynt som han känner igen som ett som han själv har stulit. Det är Ali-Baba som gav honom den generösa gåvan. Kandgiar säger till en av männen att göra ett märke på Ali-Babas hus så de kan hitta tillbaka dit nästa natt. Morgiane förstör planen genom att märka alla hus i närheten. När rövarna försöker med ett rött kors går det lika illa. Ali-Baba tar emot Zobéïde i sitt palats. Hon har alltid älskat sin fattige kusin och föreslår att de skall gifta sig. Hennes make, förklädd till sekreterare blir vittne till allt. Zobéïde och Ali-Baba beslutar att fira bröllopet samma kväll under Ljusfesten. Förklädd till köpman ber Kandgiar om husrum. Morgiane inser att det är en fälla och kallar på Maboul. Rövarna arresteras och döms till döden, men Cassim, Zizi och Kandgiar är ännu inte infångade. Bröllopsfesten firas i Ali-Babas trädgård. Kandgiar har beordrat en dansare att mörda Ali-Baba. Men än en gång förstör Morgiane hans planer och räddar sin herre. När nu Cassim är fri från rövarna återvänder han till sitt gamla liv. Ali-Baba ber om Morgianes hand och Zizi blir förlåten.